# Pesn pesney
Pesn pesney (Engels: Song of Songs) is een Oekraïense film uit 2015, geschreven en geregisseerd door Eva Neymann en gebaseerd op de boeken van de Joodse schrijver Sholem Aleichem. De film ging in première op 5 juli op het Internationaal filmfestival van Karlsbad.

## Verhaal
In 1905 wonen de tienjarige Buzya en Shimek naast elkaar in een Joodse Sjtetl. Ze spelen dat ze prins en prinses zijn. Shimek verlaat het ouderlijk huis omdat hij niet in de voetsporen van zijn vader wil treden. Jaren later komt hij te weten dat Buzya zal uitgehuwelijkt worden en keert terug naar zijn oude huis. Daar ontmoet hij opnieuw Buzya, die uitgegroeid is tot een mooie jonge vrouw. Dan pas beseft hij dat hij nog steeds verliefd is op haar maar dat ze gaat trouwen met iemand anders.

## Rolverdeling
| Acteur             | Personage           |
| ------------------ | ------------------- |
| Milena Tsibulskaya | Jonge Buzya         |
| Yevheniy Kogan     | Jonge Shimek        |
| Arina Postolova    | Buzya               |
| Arseniy Semenov    | Shimek              |
| Karen Badalov      | Shimek’s vader      |
| Vitalina Bibliv    | Shimek’s moeder     |
| Samoil Silin       | Shimek’s grootvader |